# Peter Egede
Peter Lars Abraham Egede (* 5. Februar 1908 in Nuuk; † 10. Oktober 1996) war ein grönländischer Kaufmann und Landesrat.

## Leben
Peter Egede war der Sohn des Landesrats und Fischers Abel Pavia Niels Egede (1880–1945) und seiner aus der Herrnhuter Brüdergemeine stammenden Frau Dina (1875–1952). Sein Schwager war Frederik Nielsen (1905–1991) und sein Neffe Apollo Lynge (1940–2002). Am 22. August 1930 heiratete er in Nuuk die Dänin Asta Irmelin Porsild (1903–1978), Tochter des Biologen Morten Pedersen Porsild (1872–1956) und seiner Frau Johanne Kirstine Nielsen (1870–1940). Aus der Ehe stammte der Lehrer, Rektor und Psychologe Ingmar Egede (1930–2003), über den er der Großvater von Ivalo Egede (1956–2020) war. Später heiratete er die Lehrerin Anne Kirstine Enné Møller und in dritter Ehe Karen Lise Mortensen.
Nach dem Schulabschluss studierte Peter Egede von 1924 bis 1930 an Grønlands Seminarium. Anschließend wurde er im Büro des Landsfogeds von Südgrönland angestellt, wurde ins Koloniebüro und später nach Qeqertarsuaq versetzt. Dort unterrichtete er Dänisch und war Buchhalter der Telegrafenstation und der Arktisstation der Universität Kopenhagen, wo er bei seinem Schwiegervater arbeitete. 1933 wurde er Udstedsverwalter. Von 1946 bis 1952 war er Handelsverwalter und anschließend elf Jahre lang grönländischer Fischereileiter. Er arbeitete u. a. in Kangaamiut und Akunnaaq. 1953 schrieb er das Buch Fiskeri med bundgarn (Fischerei mit dem Grundnetz).
Von 1948 bis 1951 saß er im Sysselrat und war Mitglied des Gerichts in Maniitsoq. 1951 wurde er für eine Periode in Grønlands Landsråd gewählt. Von 1971 bis 1973 war er zudem Vorsitzender der Vereinigung der KGH-Angestellten. Er gilt zudem als erster Bürgermeister der Gemeinde Maniitsoq.
Für seine Arbeit wurde Peter Egede zahlreich ausgezeichnet. Er erhielt die Kongelige Belønningsmedalje mit Krone, wurde 1982 von der Grönländischen Schriftstellervereinigung geehrt, trug den Ehrenpreis der Gemeinde Nuuk ab 1987, den Nuna Fondens Hæderspris seit 1988 und erhielt den silbernen Nersornaat am 21. Juni 1989. Er starb hochbetagt mit 88 Jahren am 10. Oktober 1996.